# Przemyśl (Landgemeinde)
Die gmina wiejska Przemyśl ist eine selbständige Landgemeinde in Polen im Powiat Przemyski in der Woiwodschaft Karpatenvorland. Ihr Sitz befindet sich in der kreisfreien Stadt Przemyśl.

## Geografie

### Geografische Lage

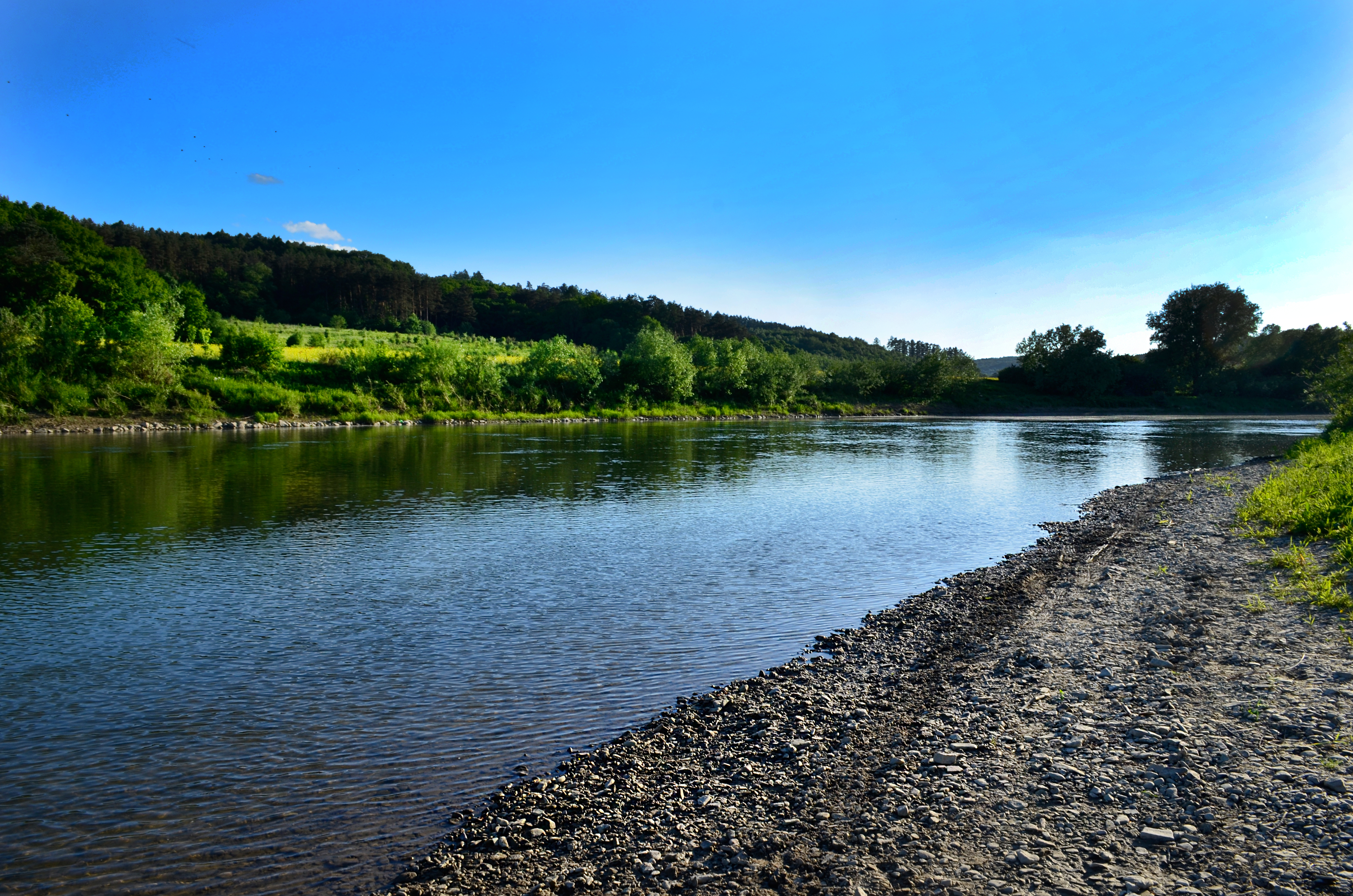
San bei Wapowce

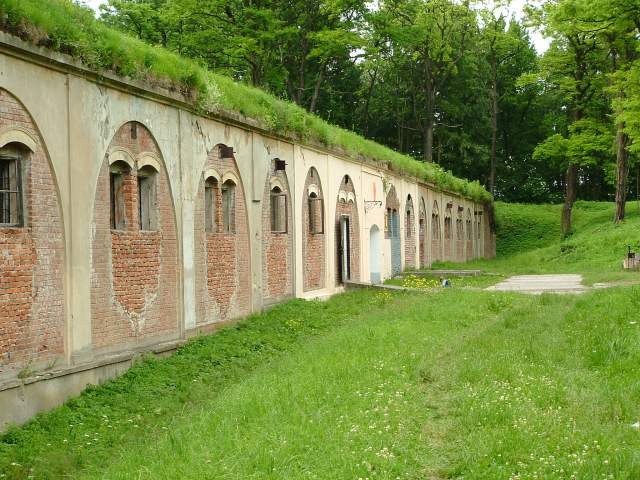
Fort VIII bei Łętownia

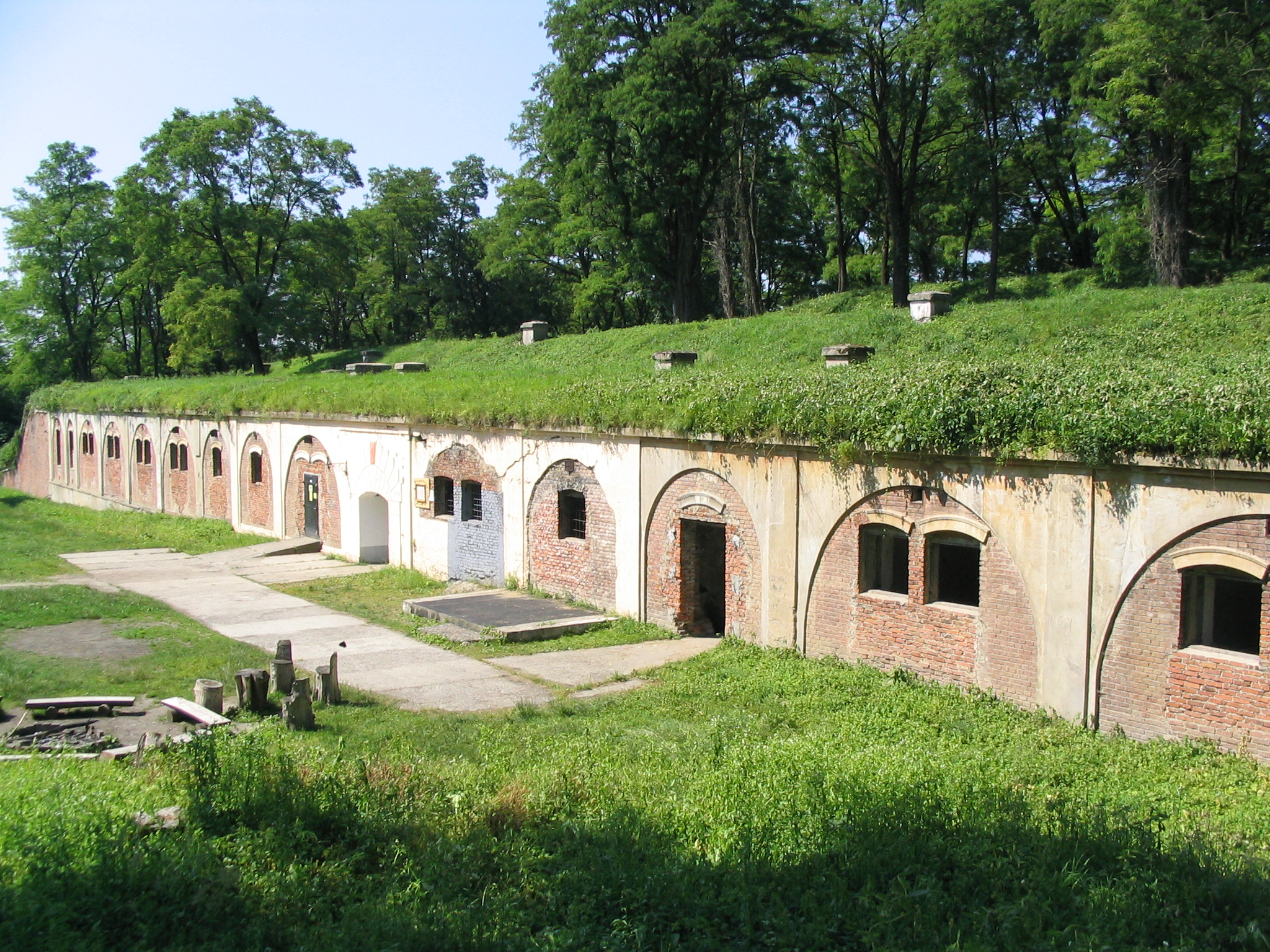
Fort VIII bei Łętownia

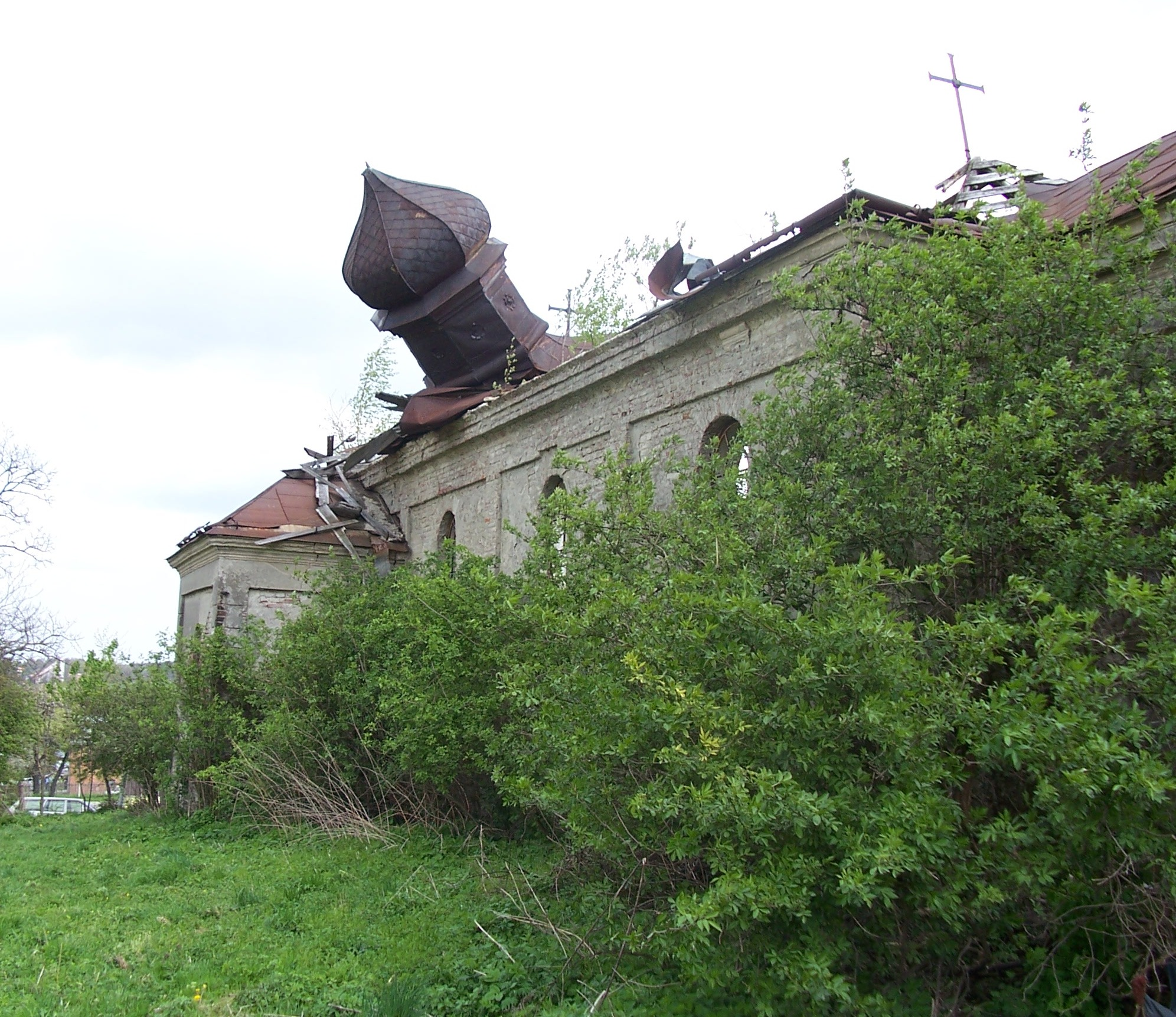
Kloster Ujkowice

Die Landgemeinde (Gmina) umfasst die Stadt Przemyśl im Westen, Süden und Osten. Sie wird durch die Stadt in zwei Teile zerschnitten und grenzt im Osten an die Ukraine. Der San fließt durch einen Teil der Gmina.

### Gemeindegliederung

#### Schulzenämter
Bełwin
Grochowce
Hermanowice
Krówniki
Kuńkowce
Łętownia
Łuczyce
Malhowice
Nehrybka
Ostrów
Pikulice
Rożubowice
Stanisławczyk
Ujkowice
Wapowce
Witoszyńce

#### Ortschaften ohne Schulzenamt
keine
Hołubla, zählt als „weitere“ Siedlung der Landgemeinde und ist eine Waldsiedlung (osada leśna).

## Geschichte
Die Region kam 1772 nach der ersten Teilung Polens zum Kronland Galizien der Habsburgermonarchie. Seit der Mitte des 19. Jahrhunderts entstand in Przemyśl die zweitgrößte Festung Europas nach Verdun. Vorwerke und Forts des Außenrings entstanden auch auf dem Gebiet der heutigen Landgemeinde. Teile der Anlagen wurden 1915 nach der Belagerung von Przemyśl gesprengt.
1918 wieder polnisch, wurde das Gebiet 1939 im Zweiten Weltkrieg zuerst von deutschen und dann von sowjetischen Truppen besetzt. Neue Befestigungen entstanden als Teil der geplanten Molotow-Linie. 1941 wieder von der Wehrmacht erobert, dann im Juli 1944 von der Roten Armee, wurde es erst im März 1945 wieder polnisch.
Von 1975 bis 1998 gehörte die Landgemeinde zur Woiwodschaft Przemyśl.

### Wappen
Die Gmina führt gegenwärtig kein Wappen. (Stand: August 2015)

## Kultur und Sehenswürdigkeiten

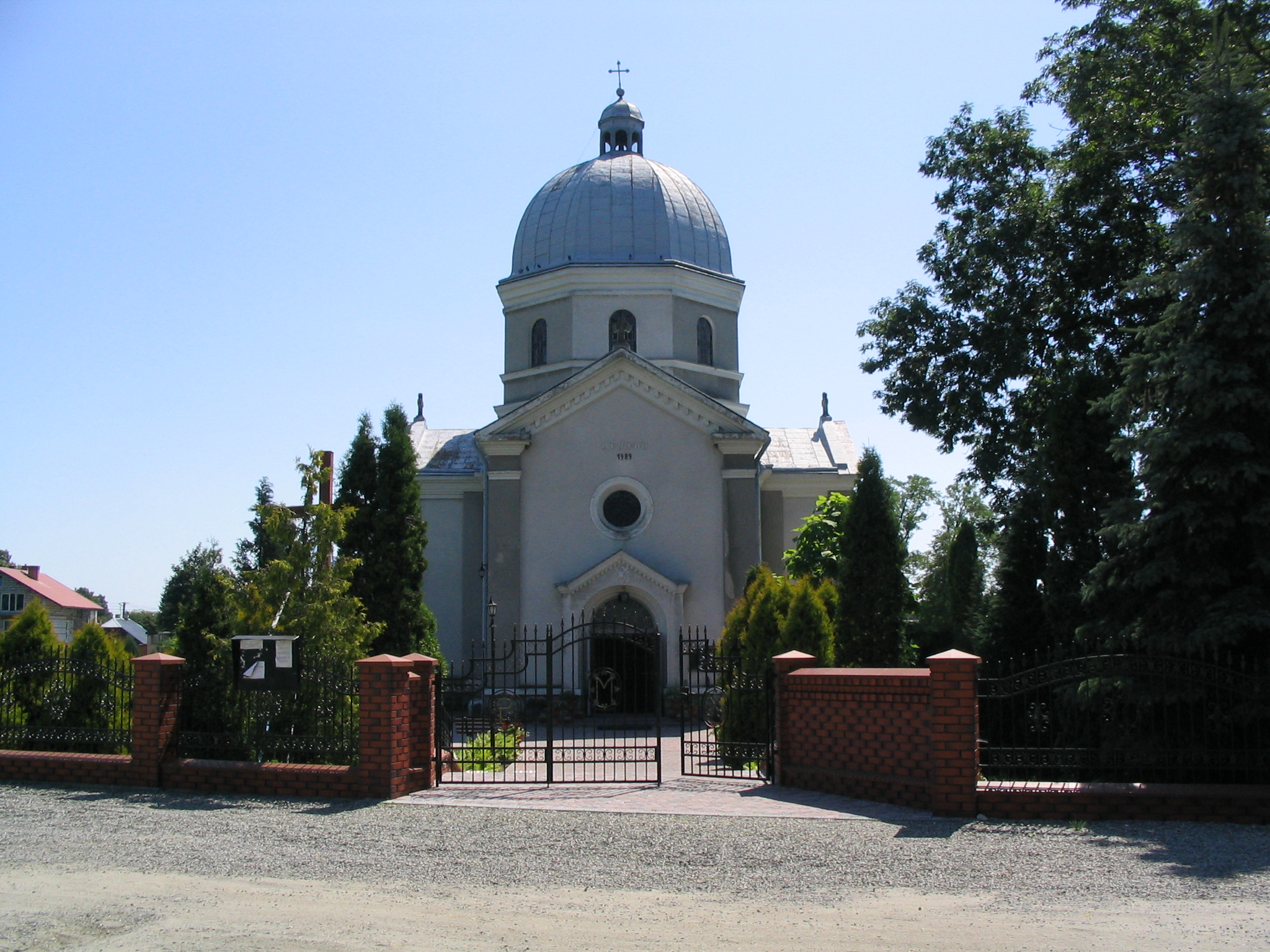
Kirche in Krówniki

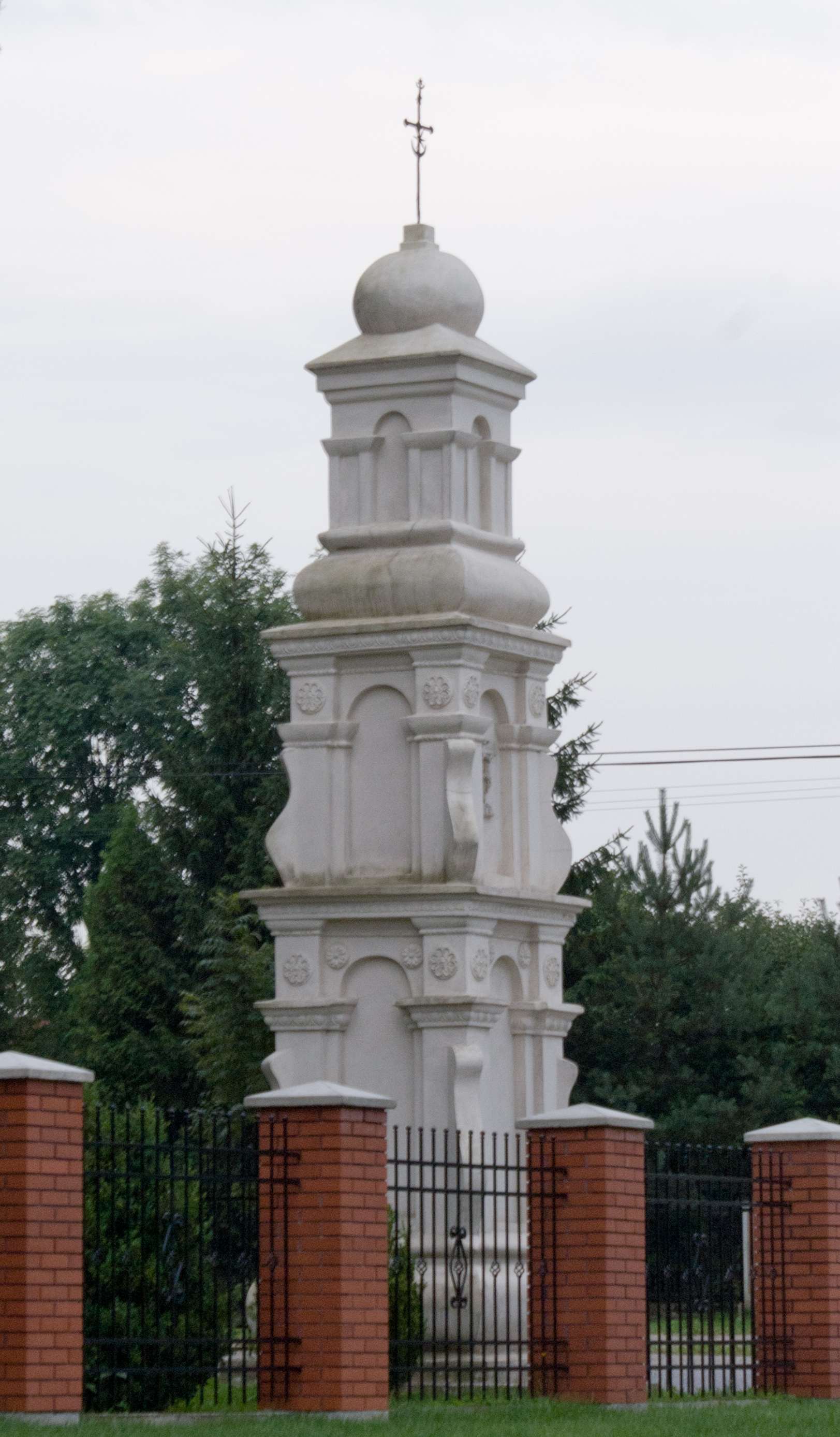
Ostrów, Obelisk (17. Jh.)

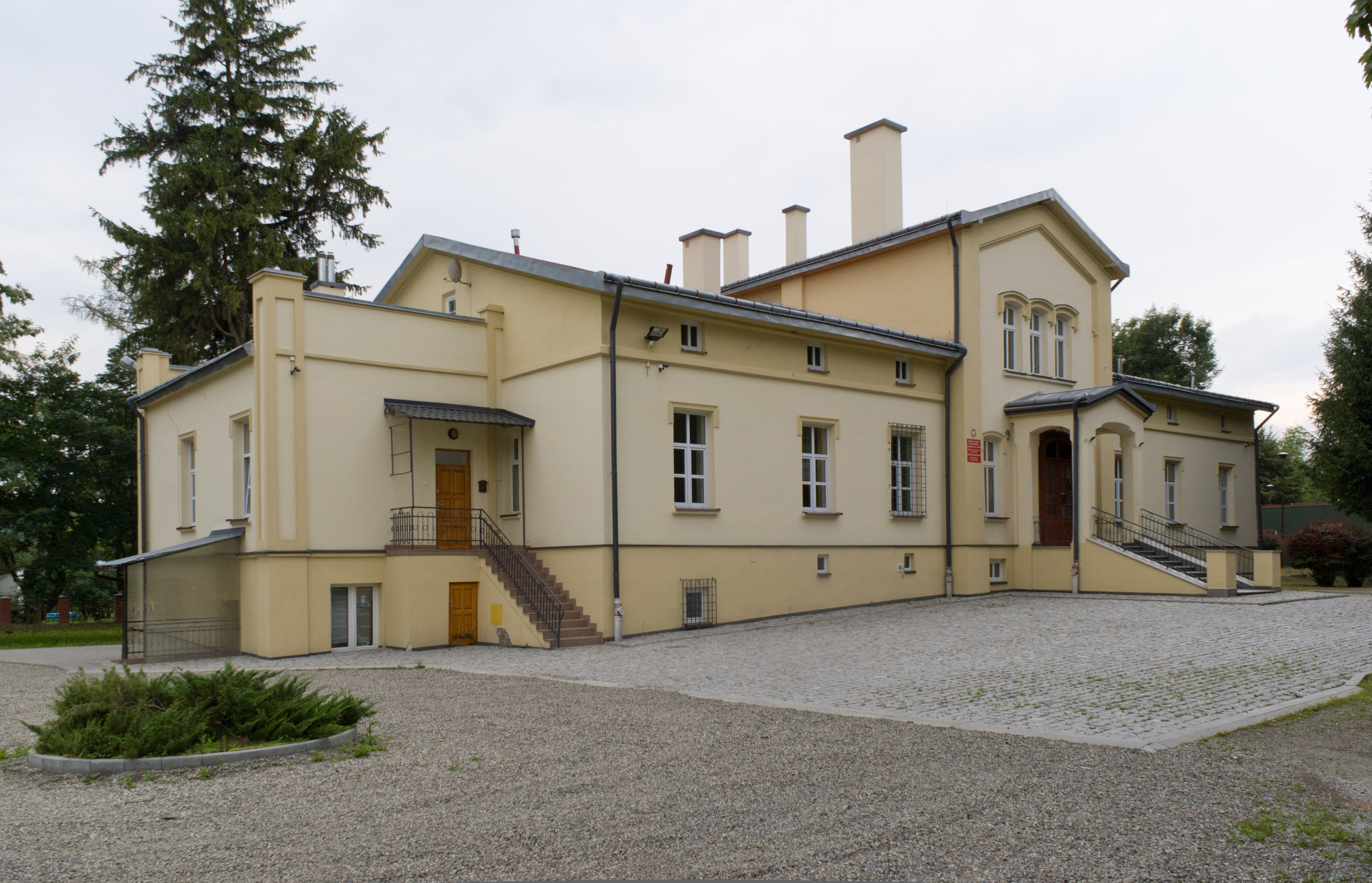
Ostrów, ehemaliges Gutshaus

### Bauwerke
- Kirche in Krówniki
- Kloster Ujkowice, zum Teil ruinös
- Kirche in Grochowce
- Kirche in Łętownia
- moderne Kirche in Ostrów, alter Obelisk (Kreuz über Halbmond)
- Schule in Ostrów, ehemaliges Gutshaus
- Forts III, IV, V, VI, VIII, IX, IXa, Xb des Außenrings der Festung Przemyśl.